# Gnamptogenys coxalis
Gnamptogenys coxalis är en myrart som först beskrevs av Julius Roger 1860.  Gnamptogenys coxalis ingår i släktet Gnamptogenys och familjen myror. Inga underarter finns listade i Catalogue of Life.